# ویکتور (کشتی بخار ۱۸۹۳)
ویکتور (کشتی بخار ۱۸۹۳) (به انگلیسی: Victor (steamboat 1893)) یک کشتی است که طول آن ۶۰ فوت (۱۸٫۳ متر) می‌باشد. این کشتی در سال ۱۸۹۳ ساخته شد.